# Pat Breen

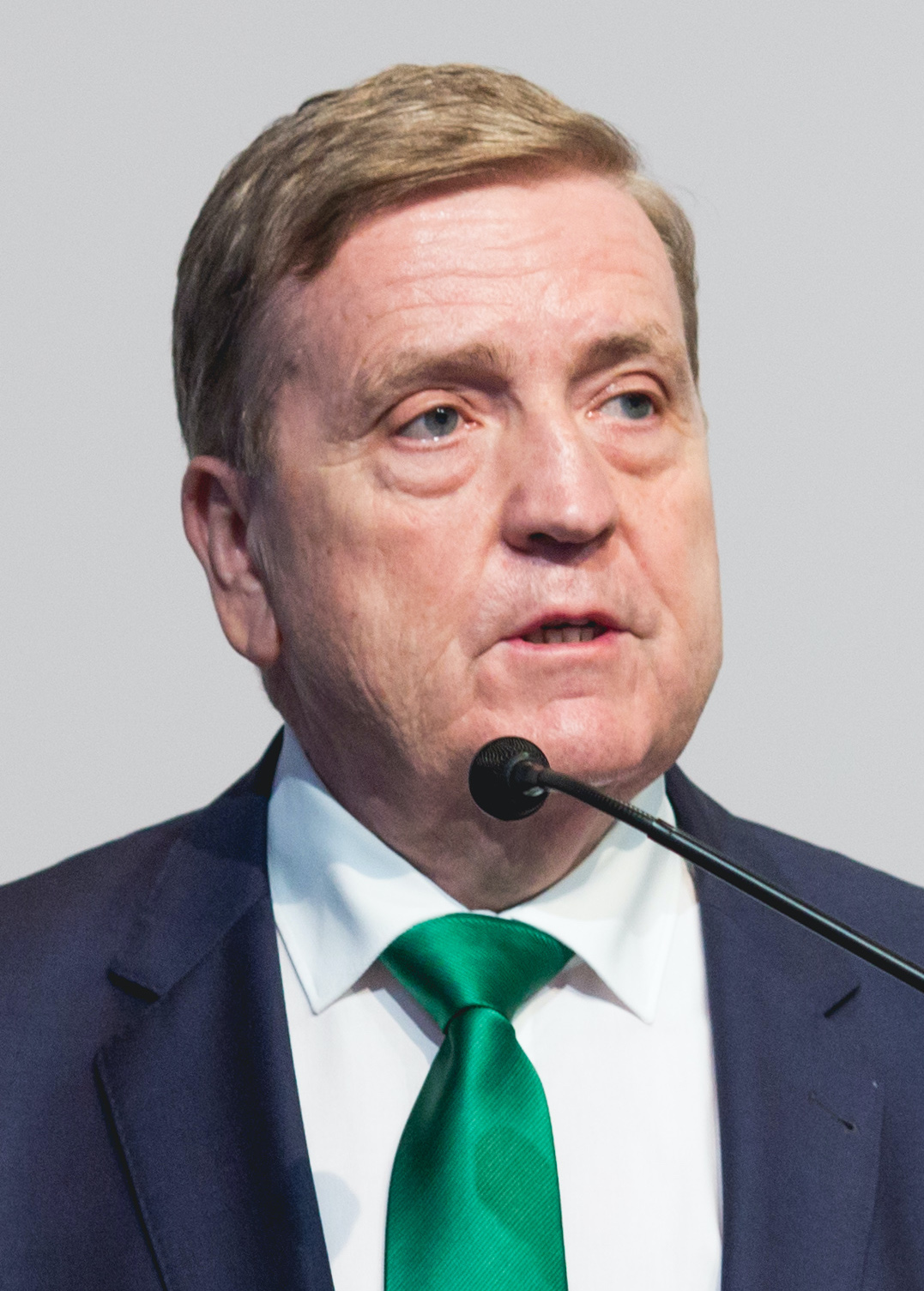
Pat Breen

Pat Breen (* 21. März 1957 im County Clare) ist ein irischer Politiker (Fine Gael) und seit 2002 Abgeordneter im Dáil Éireann, dem Unterhaus des irischen Parlaments.
Breen besuchte das St. Flannan’s College in Ennis. Im Jahr 2002 wurde er im Wahlkreis Clare erstmals für die Fine Gael in den Dáil Éireann gewählt. Im Mai 2007 und Februar 2011 erfolgte jeweils seine Wiederwahl. Vor seiner Wahl in den Dáil Éireann war er Mitglied des Clare County Council gewesen.
Breen ist verheiratet und hat zwei Söhne.